# Lomographa lidjanga
Lomographa lidjanga är en fjärilsart som beskrevs av Eugen Wehrli 1939. Lomographa lidjanga ingår i släktet Lomographa och familjen mätare. Inga underarter finns listade i Catalogue of Life.